# 赵顺盘
赵顺盘（1949年8月—），江苏常州人，中华人民共和国政治人物。
毕业于南京师范大学。历任常州市人事局副局长，常州市委常委，市委宣传部长，常州市委常委、金坛县委书记，常州市委副书记兼政法委书记，后担任江苏省委台办、省政府台办主任，江苏省民政厅厅长。2008年1月，任江苏省人大内务司法委员会主任。